# Джекі Бланчфлауер
Джон Бланчфлауер (англ. John Blanchflower; 7 березня 1933, Белфаст — 2 вересня 1998, Манчестер), більш відомий як Джекі Бланчфлауер (англ. Jackie Blanchflower) — північноірландський футболіст. Вихованець молодіжної академії «Манчестер Юнайтед». Зіграв за «Юнайтед» 117 матчів. У 1958 році кар'єра Джекі завершилася через важкі травми, які він отримав у мюнхенській авіакатастрофі. Він був молодшим братом Денні Бланчфлауера, знаменитого капітана «Тоттенгем Готспур».

## Кар'єра

### Манчестер Юнайтед
Професійний дебют Джекі Бланчфлауера за «Манчестер Юнайтед» відбувся 24 листопада 1951 року в матчі проти «Ліверпуля» на «Енфілді». Він завоював разом з клубом два чемпіонських титули: у 1956 і 1957 роках. Одноклубники дали йому прізвисько «Тростинка» (Twiggy). Джекі був відомий своєю універсальністю: спочатку грав роль нападника, але Метт Басбі побачив у ньому навички правильного вибору позиції і боротьби в повітрі, тому він був переведений у позицію центрального хавбека. За свою клубну кар'єру Джекі забив 27 голів. Крім того, він виступав за збірну Північної Ірландії, провівши за неї 12 матчів.

### Мюнхенська авіакатастрофа
6 лютого 1958 року після повернення команди «Манчестер Юнайтед» з Белграда літак з футболістами на борту зазнав аварії в аеропорту Мюнхена. 23 людини з 43 пасажирів на борту загинули. Джекі Бланчфлауер вижив, але отримав важкі травми: переломи кісток таза, рук і ніг, травму нирок; його права рука була практично відірвана від тіла. Після лікування він намагався повернутися у футбол, але так і не зміг повністю відновитися. Лікарі забороняли йому грати у футбол, побоюючись травмування пошкоджених нирок, і Джекі незабаром залишив спроби повернутися у футбол. Мюнхенська трагедія поставила хрест на його футбольній кар'єрі у 24 роки.

### Подальше життя
Після відходу з футболу Джекі пробував працювати на різних місцях в Манчестері, але йому дуже не щастило з роботою. Він керував магазином, який торгував солодощами та газетами, але потім за рогом відкрився супермаркет, через який він втратив усіх клієнтів. Потім він працював букмекером, але холодної зими 1963 року, коли у Британії протягом декількох тижнів завалив сніг, стрибки були скасовані, і Джекі втратив роботу. У 1967 році він став власником пабу, але через два тижні стали активно застосовуватися алкотестери, що призвело до зниження продажів алкоголю серед клієнтів з водійськими правами. Він пішов на роботу в друкарню, але був скорочений зі своєї посади в 1976 році.
Він навчився на фінансиста і почав кар'єру бухгалтера, зайнявши посаду в Союзі молоді Великого Манчестера. Пізніше він став післяобіднім оратором і регулярно виступав з післяобідніми промовами практично до своєї смерті в 1998 році.

## Смерть
2 вересня 1998 року Джекі Бланчфлауер помер від раку у віці 65 років. Він помер другим з числа футболістів, тих, хто вижив у мюнхенській авіакатастрофі (першим помер Джонні Беррі в 1994 році).

## Досягнення
Манчестер Юнайтед
- Чемпіон Першого дивізіону (2): 1955/56, 1956/57
- Володар Суперкубка Англії (2): 1956, 1957
- Разом: 4 трофеї

## Статистика виступів
| Клуб              | Сезон             | Ліга | Ліга | Кубок Англії | Кубок Англії | Кубок чемпіонів | Кубок чемпіонів | Суперкубок Англії | Суперкубок Англії | Всього | Всього |
| Клуб              | Сезон             | Ігри | Голи | Ігри         | Голи         | Ігри            | Голи            | Ігри              | Голи              | Ігри   | Голи   |
| ----------------- | ----------------- | ---- | ---- | ------------ | ------------ | --------------- | --------------- | ----------------- | ----------------- | ------ | ------ |
| Манчестер Юнайтед | 1951/52           | 1    | 0    | 0            | 0            | -               | -               | 0                 | 0                 | 1      | 0      |
| Манчестер Юнайтед | 1952/53           | 1    | 0    | 0            | 0            | -               | -               | 0                 | 0                 | 1      | 0      |
| Манчестер Юнайтед | 1953/54           | 27   | 13   | 1            | 1            | -               | -               | 0                 | 0                 | 28     | 14     |
| Манчестер Юнайтед | 1954/55           | 29   | 10   | 3            | 0            | -               | -               | 0                 | 0                 | 32     | 10     |
| Манчестер Юнайтед | 1955/56           | 18   | 3    | 0            | 0            | -               | -               | 0                 | 0                 | 18     | 3      |
| Манчестер Юнайтед | 1956/57           | 11   | 0    | 2            | 0            | 3               | 0               | 0                 | 0                 | 16     | 0      |
| Манчестер Юнайтед | 1957/58           | 18   | 0    | 0            | 0            | 2               | 0               | 1                 | 0                 | 21     | 0      |
| Всього за кар'єру | Всього за кар'єру | 105  | 26   | 6            | 1            | 5               | 0               | 1                 | 0                 | 117    | 27     |